# Computer Sciences Corporation
CSC är ett av världens ledande IT-företag baserat i Falls Church, Virginia USA noterat på NYSE som 2009 fyllde 50 år.
Sedan 2008 heter företaget CSC och namnet Computer Sciences Corporation används inte längre.
CSC har expertkompetens inom outsourcing, strategisk konsultation, systemintegration, systemutveckling, e-business och informationssäkerhet.
CSC etablerades i Sverige 1994 och har huvudkontor i Stockholm. CSC:s kunder finns främst inom branscherna bank och försäkring, flygindustri, telekom, tillverkningsindustri, offentlig sektor och försvarsindustri.

## Historia
CSC grundades 1959, då det inte fanns fler än 4 000 datorer i världen. CSC fick redan på 60-talet en central roll i USA:s och NASA:s kamp att komma först till månen. 
Två amerikanska flygingenjörer, Fletcher Jones och Roy Nutt insåg att det fanns behov att hjälpa de dåtida datoranvändarna. De investerade 100 dollar för att starta CSC och började utveckla ett operativsystem och företaget fick snabbt gott rykte för sin innovativa design och höga kvalitet. 
Redan 1963 var företaget världens största fristående verksamhet inom IT-rådgivning och utförde flera uppdrag för NASA. CSC blev en av ett fåtal aktörer inom den amerikanska rymdindustrin. CSC utvecklade samtidigt ett datasystem för det amerikanska sjöförsvaret som bidrog till att försvara stormaktens ubåtar under kalla kriget.
50 år sedan CSC grundades har företaget växt från två ingenjörer och 100 dollar till ett globalt storföretag.[källa behövs]
Företaget har på senare tid delats i två delar på grund av vikande lönsamhet och genomgår en kraftig omstrukturering.
CSC har idag få kunder kvar i Sverige och har skurit ner till under 430 personer från över 1500 i början av 2000-talet och även den danska delen har förlorat mer än två tredjedelar av sin personal de senaste åren.
Med förluster i 200-miljonersklassen i Sverige gör man ett samgående under Q1 2017 med HPE:s outsourcingdel som har avskedat personal 27 kvartal i rad. Man räknar med att spara 1 miljard USD under första året.

## Kunder
Saab
CSC och Saab AB tecknade 2001 ett 10-årigt outsourcingkontrakt som innebär att CSC levererar fullservicetjänster inom IT och applikationsförvaltning. 
SAS
CSC och SAS skrev i december 2003 ett outsourcingavtal. Samarbetet innebär att CSC levererar konsulttjänster, systemintegration, applikationsutveckling och underhåll samt IT-infrastrukturtjänster för att uppfylla SAS affärskritiska behov. Det innefattar bland annat boknings- och biljettreservationssystem, biljettlös reseteknologi, system till självbetjäningslösning av check-in, flygunderhåll- och lastkontrollsystem. 
Som en del av uppgörelsen förvärvade CSC Scandinavian IT Group, ett dotterbolag i SAS-koncernen. 
Telenor
Telenor har varit CSC:s kund och partner sedan 1994. CSC ger support till Telenor på plats i Karlskrona med bland annat utveckling och underhåll av faktureringssystem samt support av en lång rad applikationer inom områdena CRM, Rating och Roaming.